# Ligne B1 du bus à haut niveau de service de Marseille
La ligne B1 du bus à haut niveau de service de Marseille est une ligne de BHNS du réseau de bus RTM qui relie la station de métro et de tramway Castellane au quartier Luminy situé à l’extrémité sud de la ville de Marseille.

## Présentation
Cette ligne est créée en 2018 en remplacement de la ligne 21 qui effectuait dans un premier temps la liaison entre Canebière Bourse et Luminy jusqu’en 2012 puis s’était limitée à Castellane cette année-là pour cause de travaux dus au prolongement du tramway vers ce même arrêt et était exploitée jusqu’en 2013 en autobus standards puis articulés jusqu’à sa suppression le 2 septembre 2018,. Depuis le 1er juin 2024, elle remplace la ligne 521 et fonctionne en soirée.
Elle fonctionne du lundi au dimanche de 4 h 15 à 0 h 20 avec une fréquence de 6 à 8 minutes de 7 h à 19 h du lundi au vendredi entre Castellane et Campus de Luminy, elle est renforcée par la ligne expresse 21Jet aux heures de pointe entre Métro Rond-point du Prado et Campus de Luminy. En dehors de cette plage horaire, la ligne relie Castellane à l’arrêt Luminy Parc National des Calanques.

## Itinéraire et stations
La ligne B1 d’orientation nord/sud démarre de la station de métro et de tramway Castellane située dans le quartier éponyme et emprunte l’avenue du Prado qui traverse les quartiers de Périer et sa station éponyme ainsi que du Rouet jusqu’au rond-point du Prado et sa station éponyme tous deux situés dans le quartier de Saint-Giniez. Par la suite, elle continue tout droit sur le boulevard Michelet et traverse le quartier de Sainte-Anne jusqu’à arriver au rond-point de l’obélisque de Mazargues. Elle emprunte ensuite l’avenue du Maréchal-de-Lattre-de-Tassigny jusqu’au rond-point où elle croise le boulevard du Redon à hauteur du quartier éponyme et de celui de Vaufrèges, puis la route Léon-Lachamp jusqu’au rond-point avec l’avenue de Luminy qu’elle emprunte jusqu’à l’entrée de la calanque de Sugiton puis entre dans le site universitaire de Luminy où la ligne fait terminus. Elle est en site propre sur 71 % de son tracé.
|  |   |  | Stations                           | Lat/Long                    | Arrondissements desservis | Correspondances                                                  |
|  | - |  | ---------------------------------- | --------------------------- | ------------------------- | ---------------------------------------------------------------- |
|  | ■ |  | Castellane                         | 43° 17′ 06″ N, 5° 23′ 03″ E | 6e                        | M06 78 79 100 102                                                |
|  | • |  | Prado Dupré                        | 43° 16′ 57″ N, 5° 23′ 09″ E | 6e                        | Autobus de Marseille · Ligne 19 · Ligne 41 · Ligne 73 · Ligne 74 |
|  | • |  | Prado Périer                       | 43° 16′ 45″ N, 5° 23′ 15″ E | 8e                        | 78                                                               |
|  | • |  | Prado Louvain                      | 43° 16′ 33″ N, 5° 23′ 22″ E | 8e                        | Autobus de Marseille · Ligne 19                                  |
|  | • |  | Prado Rodocanachi                  | 43° 16′ 27″ N, 5° 23′ 25″ E | 8e                        | Autobus de Marseille · Ligne 19                                  |
|  | • |  | Rond-point du Prado                | 43° 16′ 15″ N, 5° 23′ 32″ E | 8e                        | 78 Parc relais                                                   |
|  | • |  | Michelet Huveaune                  | 43° 16′ 04″ N, 5° 23′ 38″ E | 8e                        | Autobus de Marseille · Ligne 22 · Ligne 22S                      |
|  | • |  | Michelet Ramon                     | 43° 15′ 57″ N, 5° 23′ 42″ E | 8e                        | Autobus de Marseille · Ligne 22 · Ligne 22S                      |
|  | • |  | Michelet Bousquet                  | 43° 15′ 47″ N, 5° 23′ 48″ E | 8e                        | Autobus de Marseille · Ligne 22 · Ligne 22S                      |
|  | • |  | Le Corbusier                       | 43° 15′ 41″ N, 5° 23′ 51″ E | 8e                        | 78                                                               |
|  | • |  | Michelet Luce                      | 43° 15′ 31″ N, 5° 23′ 57″ E | 9e                        | Autobus de Marseille · Ligne 22 · Ligne 22S · Ligne 47           |
|  | • |  | Michelet Taine                     | 43° 15′ 23″ N, 5° 24′ 01″ E | 9e                        | Autobus de Marseille · Ligne 47                                  |
|  | • |  | Michelet Bonnaude                  | 43° 15′ 14″ N, 5° 24′ 06″ E | 9e                        | Autobus de Marseille · Ligne 47                                  |
|  | • |  | Obélisque                          | 43° 15′ 05″ N, 5° 24′ 12″ E | 9e                        | 78                                                               |
|  | • |  | Sainte-Trinité                     | 43° 14′ 52″ N, 5° 24′ 23″ E | 9e                        | 78                                                               |
|  | • |  | Résidence Le Montmorency           | 43° 14′ 47″ N, 5° 24′ 31″ E | 9e                        |                                                                  |
|  | • |  | Tomasi                             | 43° 14′ 44″ N, 5° 24′ 41″ E | 9e                        |                                                                  |
|  | • |  | Centre commercial Valmante         | 43° 14′ 45″ N, 5° 25′ 01″ E | 9e                        | 78                                                               |
|  | • |  | Résidence Valmont-Redon            | 43° 14′ 44″ N, 5° 25′ 25″ E | 9e                        |                                                                  |
|  | • |  | Le Redon                           | 43° 14′ 41″ N, 5° 25′ 39″ E | 9e                        | 78                                                               |
|  | • |  | Lachamp Le Clos des Iris           | 43° 14′ 47″ N, 5° 25′ 56″ E | 9e                        | Autobus de Marseille · Ligne 24                                  |
|  | • |  | Luminy Lachamp                     | 43° 14′ 47″ N, 5° 26′ 12″ E | 9e                        | 78                                                               |
|  | • |  | HLM de Luminy                      | 43° 14′ 35″ N, 5° 26′ 18″ E | 9e                        | Autobus de Marseille · Ligne 24                                  |
|  | • |  | Luminy complexe sportif            | 43° 14′ 15″ N, 5° 26′ 09″ E | 9e                        | Autobus de Marseille · Ligne 24                                  |
|  | • |  | Luminy Kedge Business School       | 43° 13′ 57″ N, 5° 26′ 10″ E | 9e                        | Autobus de Marseille · Ligne 21J · Ligne 24                      |
|  | • |  | Luminy Parc national des Calanques | 43° 13′ 54″ N, 5° 26′ 13″ E | 9e                        | Autobus de Marseille · Ligne 21J · Ligne 24                      |
|  | • |  | Luminy Faculté                     | 43° 13′ 52″ N, 5° 26′ 24″ E | 9e                        | Autobus de Marseille · Ligne 21J · Ligne 24                      |
|  | ■ |  | Campus de Luminy                   | 43° 13′ 52″ N, 5° 26′ 38″ E | 9e                        | Autobus de Marseille · Ligne 21J · Ligne 24                      |

## Sites desservis
- Arrêt Prado Dupré : Basilique du Sacré-Cœur de Marseille
- Arrêt Prado Périer : Consulat de Roumanie
- Arrêt Prado Louvain : Hôpital Saint-Joseph
- Arrêt Rond-point du Prado : Grand Pavois, Parc Chanot, Orange Vélodrome, Centre commercial Prado
- Arrêt Michelet Huveaune : Clinique Monticelli-Vélodrome, Complexe sportif municipal René-Magnac
- Arrêt Le Corbusier : Cité radieuse de Marseille, Jardin de la Magalone
- Arrêt Sainte-Trinité : Cimetière de Mazargues
- Arrêt Centre commercial Valmante : Centre commercial Valmante
- Arrêt Luminy Lachamp : Campus de Vaufrèges
- Arrêt Luminy Kedge Business School : Kedge Business School
- Arrêt Luminy parc national des Calanques : Calanque et belvédère de Sugiton
- Arrêt Campus de Luminy : Campus de Luminy, École supérieure d'ingénieurs de Luminy, Centre d'immunologie de Marseille-Luminy